# Kericho
Kericho è un centro abitato del Kenya, capoluogo dell'omonima contea. È situato nella Rift Valley.